# American Horror Story: Delicate
American Horror Story: Delicate é a décima segunda temporada da série de televisão American Horror Story, do FX. A temporada é baseada no livro Delicate Condition de Danielle Valentine. Estreou em 20 de setembro de 2023 e terminou em 24 de abril de 2024.
Os membros do elenco que retornam de temporadas anteriores incluem Emma Roberts e Denis O'Hare, junto com os novos membros de elenco Matt Czuchry, Kim Kardashian, Annabelle Dexter-Jones, Michaela Jaé Rodriguez, Cara Delevingne, Julie White e Maaz Ali.

## Sinopse
A atriz Anna Victoria Alcott está desesperada para ter uma família. Mas enquanto ela tenta equilibrar sua vida cada vez mais pública com uma cansativa jornada de fertilização in vitro, ela começa a suspeitar que está sendo seguida. Medicamentos essenciais são deixados fora da geladeira e compromissos são trocados sem o conhecimento dela. E então um estranho invade o seu apartamento e deixa um aviso enigmático convencendo-a que alguém está fazendo de tudo para garantir que sua busca pela maternidade nunca aconteça.

## Elenco e personagens

### Principal
- Emma Roberts como Anna Victoria Alcott
- Matt Czuchry como Dexter Harding Jr.
- Kim Kardashian como Siobhan Corbyn
- Annabelle Dexter-Jones como Sonia Shawcross e Adeline Harding
- Michaela Jaé Rodriguez como Nicolette
- Denis O'Hare como Dr. Andrew Hill
- Cara Delevingne como Ivy Ehrenreich
- Julie White como Mavis Preecher
- Maaz Ali como Kamal

### Recorrente
- Juliana Canfield como Talia Thompson
- Tavi Gevinson como Cora
- Dominic Burgess como Hamish Moss
- Ashlie Atkinson como Susan
- Debra Monk como Virginia Harding
- Reed Birney como Dexter Harding

### Convidado
- Andy Cohen como ele mesmo
- Zo Tipp como Theo Thompson
- Taylor Richardson como Babette Eno
- Billie Lourd como Ashley
- Leslie Grossman como Ashleigh
- Erin Murray como Elizabeth
- Sophie von Haselberg como Mary I
- Grace Gummer como Margaret Alcott
- Carter Hudson como Ned Alcott
- Jenny Allen como Senhora no Funeral
- Allison Guinn como Mulher chorando

## Episódios
| N.º na série | N.º na temp. | Título                                            | Dirigido por          | Escrito por    | Exibição original      | Audiência (milhões) |
| --- | ------------ | ------------------------------------------------- | --------------------- | -------------- | ---------------------- | ------------------- |
| 124 | 1            | "Multiply Thy Pain" "(Multiplique Sua Dor)"       | Jessica Yu            | Halley Feiffer | 20 de setembro de 2023 | 0,45                |
| Depois de várias tentativas fracassadas de fertilização in vitro, a atriz Anna Victoria Alcott não quer nada além de começar uma família. À medida que cresce o burburinho em torno de seu filme recente, ela teme que algo possa estar mirando nela – e em sua busca pela maternidade. |              |                                                   |                       |                |                        |                     |
| 125 | 2            | "Rockabye" "(Durma Bebê)"                         | Jennifer Lynch        | Halley Feiffer | 27 de setembro de 2023 | 0,31                |
| É temporada de premiações e Anna está preparada para ser uma jogadora importante na disputa. Depois de um encontro assustador convencê-la de que está sendo seguida, ela começa a questionar em quem pode confiar.                                                                      |              |                                                   |                       |                |                        |                     |
| 126 | 3            | "When the Bough Breaks" "(Quando o Galho Quebra)" | Jennifer Lynch        | Halley Feiffer | 4 de outubro de 2023   | 0,36                |
| À medida que Anna e Dex se acomodam em seu santuário nos Hamptons, o conforto começa a desaparecer. Seu círculo de confiança está diminuindo lentamente e a dúvida surge na cabeça de Anna - será que o mal está bem debaixo de seu nariz?                                              |              |                                                   |                       |                |                        |                     |
| 127 | 4            | "Vanishing Twin" "(Gêmeo Desaparecido)"           | John J. Gray          | Halley Feiffer | 11 de outubro de 2023  | 0,35                |
| Com a ajuda de Siobhan, um grande anúncio ajuda a restaurar a imagem pública de Anna. A portas fechadas, no entanto, algo poderoso parece estar assumindo o controle. |              |                                                   |                       |                |                        |                     |
| 128 | 5            | "Preech" "(Preecher)"                             | John J. Gray          | Halley Feiffer | 18 de outubro de 2023  | 0,23                |
| Anna sente a presença sombria se aproximando dela, mais perto do que nunca. Srta. Preecher revela pedaços de seu passado e pode saber a verdade sobre o que está acontecendo com Anna e Dex.                                                                                            |              |                                                   |                       |                |                        |                     |
| 129 | 6            | "Opening Night" "(Noite de Estreia)"              | Bradley Buecker       | Halley Feiffer | 3 de abril de 2024     | 0,24                |
| Um vislumbre do passado de Anna revela por que ela anseia pela maternidade, enquanto a vida familiar problemática de Dex é trazida para o centro das atenções. |              |                                                   |                       |                |                        |                     |
| 130 | 7            | "Ave Hestia" "(Ave Héstia)"                       | Jennifer Lynch        | Halley Feiffer | 10 de abril de 2024    | 0,31                |
| Entrincheirada em sua luta pela fama e pela maternidade, Anna pode estar envolvida em um ciclo muito maior – e mais antigo – do que ela imagina. |              |                                                   |                       |                |                        |                     |
| 131 | 8            | "Little Gold Man" "(Homenzinho Dourado)"          | Jennifer Lynch        | Halley Feiffer | 17 de abril de 2024    | 0,15                |
| O mundo ao redor de Anna está começando a crescer em todos os sentidos: sua carreira continua a disparar, enquanto sua vida pessoal está mais estressante do que nunca - bem a tempo para a grande noite de Hollywood.                                                                  |              |                                                   |                       |                |                        |                     |
| 132 | 9            | "The Auteur" "(O Artista)"                        | Gwyneth Horder-Payton | Halley Feiffer | 24 de abril de 2024    | 0,23                |
| Suas escolhas, sem saber, levaram a consequências mortais, mas Anna ainda pode ter tudo - por um preço. |              |                                                   |                       |                |                        |                     |

## Produção

### Desenvolvimento
Em 9 de janeiro de 2020, American Horror Story foi renovada para a décima terceira temporada. Em 10 de abril de 2023, Ryan Murphy anunciou que a décima segunda temporada estrearia no verão boreal e que será baseada no livro Delicate Condition de Danielle Valentine. Em 20 de julho de 2023, a FX anunciou que o título da temporada seria Delicate. Em 15 de agosto de 2023, a FX anunciou que a temporada estreará em 20 de setembro de 2023.

### Escolha de elenco
Em 6 de abril de 2023, o site The Hollywood Reporter anunciou que Matt Czuchry juntou-se ao elenco da décima segunda temporada. Em 10 de abril de 2023, Ryan Murphy anunciou o retorno de Emma Roberts à série junto com a nova membra Kim Kardashian. Em 24 de abril de 2023, Cara Delevingne foi vista filmando a décima segunda temporada. Em 27 de abril de 2023, Annabelle Dexter-Jones foi vista filmando a décima segunda temporada. Em 28 de abril de 2023, o site Deadline anunciou que Michaela Jaé Rodriguez juntou-se ao elenco da décima segunda temporada. Em 6 de junho de 2023, Julie White e Debra Monk foram vistas filmando a décima segunda temporada. Em 6 de setembro de 2023, Billie Lourd, Leslie Grossman, Denis O'Hare e Dominic Burgess foram confirmados para retornar à série junto com a nova membra Juliana Canfield.

### Filmagens
As filmagens ocorreram entre 24 de abril de 2023 e 22 de janeiro de 2024.